# 伊奈忠善
伊奈 忠善（いな ただよし、安永2年（1773年） - 文化4年（1807年）は、伊奈忠敬の三男。通称は半蔵、半左衛門。姉に美喜（伊奈忠尊室）。義兄に伊奈忠尊（板倉勝澄の子）。
明和6年（1769年）12月7日、父が没すると義兄の忠尊が家督を継ぎ関東郡代となる。忠尊は忠善を養子としたが、側室に岩之丞という実子ができ、そのことで忠善は、寛政3年（1791年）10月24日、検見として滞在していた赤山城を家臣の小島外府を供とし、突如として比叡山に出奔し匿われたが、柳沢保光に連れ戻されてしまう。忠尊は家督争いを収めることができず、このことを幕府に隠していたが露見し、寛政4年（1792年）3月9日、忠尊は勤務中の不行跡、家中不取締りの罪で改易され、所領没収永蟄居、赤山城は破却された。忠善は、大和郡山藩主・柳沢保光に預けられ、郡山城に蟄居となった。
忠善は享和3年（1803年）に許され、柳沢保光の江戸屋敷に移されたが、35歳で没する。幕府は伊奈家歴代の功績を考え、伊奈忠治の三男伊奈忠重の子孫、伊奈忠利の子の伊奈忠盈（ただみつ）に新地武蔵国秩父郡および常陸国信太郡内1000石で名跡を継がせ、小普請に列し、旗本として明治維新に至る。
なお、忠善には実子がおり、子孫は現在まで続いている。